# Heinrich Selver
Heinrich Selver, ursprünglich Hersch Laib Zelwer (* 14. Dezember 1901 in Błaszki, Russisches Kaiserreich; † 21. September 1957 in Paris) war der Neffe des Darmstädter Rabbiners David Selver und zwischen 1932 und 1938 Schulleiter der Privaten Waldschule Kaliski (PriWaKi). Nach seiner Emigration ließ er sich in New York zum Sozialarbeiter ausbilden und wurde zu einem Pionier der jüdischen Sozialarbeit. 1949 kehrte er nach Europa zurück und war am Aufbau der vom Joint Distribution Committee in Versailles gegründeten Paul Baerwald School of Social Work beteiligt, die ab 1958 an der Hebräischen Universität Jerusalem fortgeführt wurde.

## Familiäre Herkunft
Heinrich Selver entstammte der Familie Zelwer aus dem damaligen Kongresspolen.
Ende des Jahres 1906 übersiedelte der jüdische Kaufmann Abraham Chaim Selver (8. Juli 1859 in Błaszki – 18. September 1920 in Chemnitz) mit seiner Familie, in die bald ein zehntes Kind hineingeboren wurde, von Błaszki (Biaszki) nach Chemnitz, vermutlich infolge der im Juni 1906 ausgebrochenen Judenpogrome in Russisch-Polen.
Anfang Januar 1907 lässt Abraham Selver seine Familie bei der Chemnitzer Polizeibehörde registrieren und gibt dabei für seinen Sohn Hersch Laib ein falsches Geburtsjahr an: 1899, das auch beim Eintritt des Jungen ins Gymnasium 1911 eingetragen wird. „Erst nach Errichtung des polnischen Staates wird 1921 in Biaszki ein Geburtsschein ausgefertigt, der als Geburtsdatum von Hersch Laib den 14./27. Dezember 1901 feststellt (die Doppeldatierung nach dem Gregorianischen und dem Julianischen Kalender).“ Sein Vorname, zunächst Henrik, wird auf dem Gymnasium zu Heinrich. In Leipzig studiert und promoviert er als Henrik, in Berlin kommt wieder Heinrich zum Zuge, und in den USA wird er schließlich Henry heißen.

## Ausbildung
Abraham Selver konnte sich in Chemnitz relativ rasch geschäftlich etablieren und als Kaufmann und Handschuhhändler einen bescheidenen Wohlstand erlangen. Obwohl seine älteren Söhne schulisch und beruflich gescheitert waren, konnte er 1911 seinen Sohn Heinrich auf das humanistische Gymnasium der Stadt zu schicken. Seine dortige Ausbildung beendete der Ausbruch des Ersten Weltkrieges. Die Familie besaß nämlich die russische Staatsbürgerschaft, und sofort nach Kriegsbeginn erging ein Erlass des Sächsischen Kultusministeriums, wonach alle Schüler mit Eltern im Besitz einer feindlichen Staatsangehörigkeit der Schule zu verweisen seien. Heinrich Selver wurde fortan von einem Hauslehrer unterrichtet.
Der Krieg forcierte allerdings auch Abraham Selvers geschäftlichen Niedergang. 1916 konnte er den Zahlungsverpflichtungen nicht mehr nachkommen, seine Firma wurde unter Zwangsverwaltung gestellt, und er musste sich als Wanderarbeiter verdingen. Ein Hauslehrer für Sohn Heinrich war somit nicht mehr finanzierbar. Zeitgleich traf aber ein älterer Bruder, Moses Selver (später Max Selver), aus Polen kommend in Chemnitz ein und konnte sich mit einem eigenen Geschäft selbständig machen. In das trat Heinrich Selver 1916 ein, übernahm Buchführungsarbeiten und durfte 1919 vor einer gemischten militärisch-zivilen Prüfungskommission in Chemnitz die Mittlere Reife erwerben. Ebenfalls 1919 hatte Max Moses zusammen mit einem Partner eine neue Firma gegründet, in die Heinrich Selver als kaufmännischer Angestellter – zuletzt in leitender Position – eintrat. Wahrscheinlich auch dank Max Moses wurde die Zwangsverwaltung der Firma seines Vaters aufgehoben, und Abraham Selver konnte noch einige Monate als Kaufmann arbeiten, bevor er einundsechzigjährig im September 1920 verstarb.

Im Herbst 1922 schied Heinrich Selver aus der Firma seines Bruders aus und zog am 20. Oktober nach Leipzig.

„Zum Sommersemester 1923 schrieb er sich als »Student II. Ordnung« an der Universität ein. Die mittlere Reife berechtigte zur Einschreibung von Personen (früer nur von Männern, seit der Revolution von 1918 auch von Frauen), die »ohne die Absicht, sich dem Staatsdienste oder dem höheren Schulfache oder sonst einer wissenschaftlichen Laufbahn zu widmen«, sich wissenschaftlich weiterbilden wollten. Die Einschreibung galt für zwei Jahre, im Gegensatz zur fünfjährigen Immatrikulation der Studenten mit Abitur. Die Studenten zweiter Ordnung durften an allen Vorlesungen und Veranstaltungen der Universität teilnehmen, wurden aber weder zu den Staatsprüfungen noch zum Erwerb der Doktorwürde zugelassen.“

 Über Kontakte Heinrich Selvers zu seiner Cousine Elisabeth Selver ist nichts bekannt, aber in der Tat hat auch Elisabeth Selver ihr Studium zunächst mit einem kleinen Matrikel aufgenommen, wurde dann aber 1923 erfolgreich promoviert.
Heinrich Selver studierte in Leipzig die ersten vier Semester Philosophie, bevor er sich am 13. Mai 1925 zum zweiten Mal als Student zweiter Ordnung für das Fach Geschichte immatrikulierte. Doch statt das Studium fortzusetzen, bestand er zuvor als Externer Ende September 1926 das Abitur an einem Realgymnasium in Leipzig und war nun zu einem Vollstudium berechtigt. Seine Einschreibung vom März 1925 verlängerte sich dadurch von zwei auf fünf Jahre. Inzwischen befand sich sein Bruder Max im wirtschaftlichen Niedergang und musste sein Geschäft 1927 endgültig aufgeben. Zu dieser Zeit war Heinrich bereits länger mit der aus Ruhrort stammenden Charlotte Wittgenstein (1901–2003) befreundet, die er Anfang der 1920er Jahre durch seine Schwester Lotte in Freiburg kennengelernt hatte, wo diese zusammen mit Charlotte Wittgenstein eine Hauswirtschaftsschule besuchte und in derselben Pension wohnte. Charlottes Vater war ein wohlhabender Fabrikant, und er und seine Frau scheinen über die Beziehung ihrer Tochter wenig erfreut gewesen zu sein. Dazu Stefan Laeng-Gilliatt, der Charlotte Selver persönlich kannte und ihre Biographie ausführlich erforschte: „Interessanterweise, obwohl Charlotte und Heinrich seit 1920 zusammen sind, war er weder in Ruhrort gewesen noch hatte er ihre Eltern getroffen. Dies sollte schließlich nur wenige Wochen nach dem Versand dieser Postkarte [6. Januar 1925] geschehen. Sie war Teil der Vorbereitung von Heinrich auf den Besuch. Warum es so lange gedauert hat, bis dieses Treffen stattfand, ist mir noch nicht ganz klar, aber es mag durchaus ein Klassenproblem gewesen sein. Charlotte hingegen hatte Heinrichs Familie in Chemnitz schon lange kennengelernt.“ Auch Busemann vermutet, dass es seitens Charlottes Eltern Vorbehalte gegen Henrich Selver gab und diese ihn „wegen seiner polnischen Herkunft und als ‚Habenichts‘ ablehnten“.
Die standesamtliche Trauung fand am 22. Dezember 1926 statt, offenbar in Abwesenheit von Charlottes Eltern und ihrer Schwester. Durch die Ehe mit Heinrich Selver verlor Charlotte Wittgenstein ihre deutsche Staatsbürgerschaft und erhielt stattdessen die Staatsbürgerschaft ihres Mannes, der inzwischen Pole geworden war.

Obwohl sich die beiden schon viele Jahre kannten, scheint das Zusammenleben schwierig gewesen zu sein; bereits vom November 1927 an lebten die Eheleute in getrennten Wohnungen. Zu den möglichen Hintergründen schreibt Stefan Laeng-Gilliatt:

„Von früh an waren in Charlottes Leben Beruf und Privatleben stark miteinander verflochten. Charlotte lebte für ihre Arbeit, und sie war sehr begeistert von ihr, sei es in den 20er Jahren, als sie Bode-Gymnastiklehrerin war, sei es als Schülerin von Elsa Gindler und Heinrich Jacoby oder später, wie es viele von uns erlebt haben, als sie in den USA lebte. Während ich Charlottes frühes Leben weiter untersuche, wurde immer deutlicher, dass ihre Berufung großen Einfluss auf die Beziehung zu ihrem ersten Mann, Heinrich Selver, gehabt haben muss... Ich weiß von Charlotte, wie sehr sie es liebte, nach einem Arbeitstag nach Hause zu kommen, um Heinrich, als er noch Student an der Universität Leipzig war, in ihrer Wohnung zu treffen: ‚Ich erinnere mich an die Abende, als ich spät von der Arbeit nach Hause kam. Ich betrat das Wohnzimmer, Zigarettenrauch hing in der Luft und da saß Heinrich, arbeitete sehr ruhig und ich kam aus dem sehr lebendigen Unterricht in diese Stille.‘“

Seit Heinrich Selver Vollstudent geworden war, belegte er neben dem Fach Geschichte, für das er sich eingeschrieben hatte, auch Veranstaltungen in Deutsch, Geographie und Philosophie und strebte die Prüfung für das höhere Lehramt an. Dieses Ziel gab er jedoch bald auf, um in Germanistik zu promovieren. Sein Doktorvater wurde der Germanist Hermann August Korff, der 1930 Selvers Dissertation mit Cum laude bewertete. Zweitgutachter der Arbeit war Georg Witkowski. Die mündlichen Prüfungen brachten bessere Noten, doch habe sich, so Busemann, aufgrund der Dissertationsbenotung „die Hoffnung auf eine akademische Karriere zerschlagen“. Selver entschied sich daraufhin erneut, die Prüfung für das höhere Lehramt anzustreben. Dazu musste er jedoch sein Studium fortsetzen, da die Prüfungsordnung ein mindestens achtsemestriges Studium verlangte, und dafür die Semester aus dem Studium II. Ordnung nicht anerkannt wurden. Selver immatrikulierte sich im Mai 1930 erneut, erklärte aber zu Beginn des Wintersemesters 1930/31 gegenüber der Universität seinen Verzicht auf den weiteren Besuch von Lehrveranstaltungen. Das Ziel Höheres Lehramt war damit obsolet geworden. Selver kümmerte sich nur noch um die Drucklegung seiner Dissertation und verzog im März 1931 nach Berlin. Zuvor war noch die Ehe mit Charlotte geschieden worden, worauf diese ihre deutsche Staatsbürgerschaft zurückerhielt.
In Berlin erhielt Selver die deutsche Staatsbürgerschaft zugesprochen und konnte am 23. Oktober 1931 das Mittelschullehrerexamen erfolgreich ablegen.

## Die Berliner Jahre

### Lehrer an der Theodor-Herzl-Schule
Heinrich Selvers erste Anstellung erfolgte an der privaten jüdischen Theodor-Herzl-Schule. Warum sich Selver für diese Schule entschieden hat, ist nicht überliefert, doch sieht Busemann durchaus einen Widerspruch zwischen dem zionistisch ausgerichteten Curriculum der Schule und Selver, der sich „zunehmend als deutscher Bildungsbürger definiert hatte, wie zuletzt seine Dissertation zeigte“. In einem Nachruf im Aufbau wird ihm allerdings eine durchgängige jüdische Identität attestiert. Er wird dort charakterisiert als „Dr. Henry Selver, der wohlgebildete Leipziger Philologe, der ‚alte Blau-Weisse‘, seinem Judentum in allen Lebensphasen verpflichtet“, und der Hinweis auf den „alten Blau-Weissen“ besagt, dass Selver auch in der Jüdischen Jugendbewegung aktiv war, ein Umstand, der bei Busemann keine Erwähnung findet. Vor dem Hintergrund dürfte für Selver die Entscheidung für die Theodor-Herzl-Schule nicht so abwegig gewesen sein, wie es Busemann suggeriert.
Jenseits ihrer zionistischen Ausrichtung war die Theodor-Herzl-Schule aber auch den Prinzipien der Reformpädagogik verpflichtet und erwies sich damit als eine gute Vorbereitung auf Selvers nachfolgende Stelle.

### Schulleiter der Privaten Waldschule Kaliski (PriWaKi)
Zu Beginn ihrer Ausführungen über Heinrich Selvers Tätigkeit an der PriWaKi fasst Busemann zusammen, welche Vorteile sich aus Selvers vielschichtigem Lebensweg für seine neue Aufgabe ergeben haben. 

„An seiner neuen Wirkungsstätte entfaltete Selver bald die Fähigkeiten, die er in Chemnitz in der Firma seines Bruders
erworben hatte. Er zeichnete sich weniger als Pidagoge aus — Lehrer war er, wie wir gesehen haben, eher wider Willen geworden —, aber er entwickelte sich zu einem Direktor mit ausgeprägten Führungsqualitäten. Als die Schule dann unter dem NS-Regime in die Mühle der Bürokratie geriet, erwies er sich, […], als ein zäher und
überaus geschickter Verhandlungspartner, der jede Verteidigungsposition erspähte. Hier wurden vielleicht nicht nur seine Geschäftserfahrungen wirksam, sondern auch das Vorbild seines Vaters: so wie Abraham Selver für seine Familie gekämpft hatte, so kämpfte Heinrich Selver jetzt für die große »Familie« der Schule.“

 Dass Heinrich Selver Schulleiter der PriWaKi wurde, verdankt sich der Tatsache, dass die Gründerin der Schule, Lotte Kaliski, von den Behörden als zu jung und unerfahren für die Leitung der Einrichtung befunden worden war. Eine Mutter aus der Elternschaft der Schüler, bei der Heinrich Selver einen Psychologiekurs belegt hatte, stellte den Kontakt zwischen ihm und Kaliski her und Selver sagte seine Mitarbeit zu. Dadurch genehmigte die Behörde nachträglich die bereits eröffnete Schule und erteilte Selver die Konzession – mit enger Bindung an seine formal-pädagogischen Qualifikationen: „Dabei war gesetzlich festgelegt, daß Qualifikation des Antragstellers und Typus der genehmigten Privatschule übereinstimmen mussten; da Selver ein Mittelschullehrerexamen abgelegt hatte, konnte er daher auch nur die Konzession für cine Mittelschule erhalten, d. h. die Waldschule Kaliski durfte nur bis zum 10. Schuljahr (Untersekunda) ausgebaut werden. Es bedurfte der völlig neuartigen Situation unter dem NS-Regime, bis Selver zu Ostern 1936 die Genehmigung zur Führung einer Grundschule und zu Ostern 1937 die Genehmigung zum Aufbau einer Oberstufe erhielt.“
Heinrich Selver nahm seine Arbeit an der PriWaKi kurz nach den Osterferien 1932 auf. Eine seiner ersten Amtshandlungen war, dass er seine Cousine, Elisabeth Selver, als Französischlehrerin einstellte. Sie und ihr späterer Ehemann, Heinrich Paul, blieben jedoch nur kurze Zeit an der PriWaKi und gründeten anschließend eine eigene Schule, mit der sie nach 1933 für die arischen PriWaKi-Schüler ein Auffangbecken schaffen wollten. Das wurde notwendig, nachdem der preußische Kultusminister am 15. September 1933 bestimmt hatte, dass spätestens Ostern 1934 das Gesetz zur Wiederherstellung des Berufsbeamtentums auch an Privatschulen anzuwenden sei. Für die PriWaKi bedeutete das, dass ihr als von Juden geleitete Privatschule keine arischen Kinder mehr unterrichtet werden durften. Die Schule war somit gezwungen, sich von einer bisher rein weltlichen und überkonfessionellen Schule in eine jüdische Schule zu verwandeln, was sie später auf behördlichen Druck auch in ihrem Namen zum Ausdruck bringen musste. Aufgrund einer Verfügung vom 19. November 1936 wurde als Name verordnet: Private jüdische Schule Kaliski, Leiter Dr. Heinrich Selver.
Der Aufstieg des Nationalsozialismus betraf Heinrich Selver auch privat. Mit dem im Juli 1933 erlassenen Gesetz über den Widerruf von Einbürgerungen und die Aberkennung der deutschen Staatsangehörigkeit wurde auch Selver die deutsche Staatsbürgerschaft aberkannt, und als er 1938 emigrierte, tat er dies als Staatenloser. Im Juli 1935 zog Selvers Ex-Ehefrau Charlotte von Leipzig weg und zu ihrem Ex-Mann in Berlin. Statt in einer eigenen Schule unterrichtete auch sie bald an der PriWaKi und erteilte dort Gymnastik- und gelegentlich auch Schwimmunterricht. Nach dem Umzug der Schule im Jahre 1936 lebten Heinrich und Charlotte Selver wieder zusammen im Gartenhaus auf dem neuen Schulgelände. Selver stellte es so hin, „als sei sie seine Ehefrau, er verheimlichte also die Scheidung, vermutlich um allen Redereien vorzubeugen. Allerdings machte er gelegentlich Äußerungen, auch vor Schülern, die seine Beziehung und indirekt auch Charlotte als Person herabwürdigten“.
1936 scheint es für Heinrich Selver klar geworden zu sein, dass es für Juden in Deutschland keine Zukunft mehr gab und er begann damit, die Schule auf die Vorbereitung und Qualifikation für die Emigration vorzubereiten. Ein wichtiger Schritt hierfür war es, den Schülerinnen und Schülern die englische Hochschulreife zu ermöglichen. Die Voraussetzungen hierfür schuf er zusammen mit Leonore Goldschmidt, und im Sommer 1937 reiste er in die USA, um auch die Erlaubnis zur Abnahme der amerikanischen Hochschulreifeprüfung in Berlin zu erhalten. Selver erhielt die Zustimmung, aber aufgrund der zweijährigen Vorbereitungszeit auf dieses Examen konnte es von niemandem mehr abgelegt werden, da die Schule im März 1939 geschlossen werden musste. Heinrich Selver lebte da schon in den USA.

### Emigration
Es ist nicht überliefert, wann Selver für sich die Entscheidung getroffen hat, Deutschland zu überlassen. Naheliegend ist, dass er die Voraussetzungen dafür bei seinem USA-Aufenthalt 1937 klärte. Dass er gehen würde, wurde bei einer Elternversammlung am 31. Mai 1938 bekanntgegeben, und seine Verabschiedung fand am 24. Juni 1938 statt. Für die Schülerschaft hielt Peter Theodore Landsberg die Abschiedsrede und betonte Selvers Verdienst um die Herausbildung einer jüdischen Identität bei den Schülern. Er ging aber auch auf Selvers oft disziplinierendes Verhalten ein, das Busemann als indirekte Folge der Schikanen und Bedrohungen interpretiert, deren sich Selver gegenüber den Behörden erwehren musste:

„Wo immer Sie in der Schule erschienen, sei es mit dem bekannten und gefürchteten Lächeln, sei es mit dem noch mehr gefürchteten Ernst, in jedem Falle herrschte zunächst einmal ein Sie respektierendes Schweigen. Was auch immer der Grund dieses Schweigens war, es bürgte dafür, daß aus unserer Schule nie, wie man sie so fälschlich nennt, eine ›Judenschule‹ werden konnte. War aber an dem Schweigen das schlechte Gewissen schuld, so wurden immer die vorliegenden Zwischenfälle so behandelt, daß sie danach immer endgültig vergessen waren.“

 Im Gedenken an Selver sollte in Palästina ein „Heinrich-Selver-Garten“ gepflanzt werden, für den die Schüler 890 RM gesammelt hatten. Busemann schreibt, Selver habe am 18. August 1938 Deutschland für immer verlassen, Charlotte Selver vermutlich Ende September. Die Datenbank von Ellis Island gibt Auskunft, wann sie, getrennt, die Reise in die USA angetreten haben: Heinrich Selver, ohne Nationalität und mit einem am 19. Mai 1938 in Berlin ausgestellten Visum, auf dem Schiff De Grasse, das am 20. August 1938 Southampton verlassen hatte; die „Hausfrau“ Charlotte Selver fuhr mit dem Schiff Nieuw Amsterdam am 8. Oktober 1938 von Rotterdam ab. Ihr Visum war erst am 2. September 1938 in Berlin ausgestellt worden.

## Neustart in den USA

### Erster Job und erneute Ausbildung
In den USA scheinen sich die Wege von Heinrich und Charlotte Selver endgültig getrennt zu haben. Während sie Tanzstudios aufbaute und sich psychotherapeuthischen Methoden zuwandte, wandte sich Heinrich Selver der Sozialarbeit zu. Er, der sich fortan Henry nannte, „bekam eine Stelle an der Pleasantville Cottage School der Jewish Childcare Association in New York, wo entwurzelte jüdische Kinder betreut wurden“. Davor gab es allerdings noch eine Zusammenarbeit mit Lotte Kaliski. Wie aus einer Meldung im Aufbau vom 1. November 1938 hervorgeht, hatte diese in New York am 1. November einen Club für die Jugend eröffnet, in welchem Kleinkinder von vier Jahren ab ganztägig und Schulkinder nach Schluss der Schule bis zum Abend und am Samstag betreut werden sollten. „Auf Grund langjähriger Erfahrunen in dem von mehreren hundert Kindern besuchten Tagesinternat der Kaliski-Schule wird der Jugendclub nach modernen pädagogischen Methoden so ausgestattet, dass er für Kinder und Jugendliche eine Stätte der Selbsterziehung und fördernden Betätigung wird. […] Mit dem Jugendclub verbunden ist eine individuelle Erziehungs- und Schulberatung, bei der der ehemalige Direktor der Kaliski-Schule, Dr. Heinrich Selver, mitwirkt.“
Ob Selver seine Mitarbeit an Kaliskis neuem Projekt, das sie mit Unterstützung von Ingrid Warburg Spinelli durchsetzte, nur als Übergangslösung gleich nach seiner Ankunft in den USA ansah, oder ob wirtschaftliche Überlegungen ausschlaggebend waren: er entschied sich für die schon erwähnte Pleasantville Cottage School und entschloss sich zudem zu einer weiteren Ausbildung. 1939 immatrikulierte er sich an der New York School of Social Work (der heutigen Columbia University School of Social Work), wo er ein zweijähriges Studium absolvierte, zunächst berufsbegleitend, dann im Vollzeitstudium. Im Anschluss daran wurde er stellvertretender Direktor der Pleasantville Cottage School.

### Irmgard Goeritz, geborene Frank
Das Jahr 1942 brachte Henry Selver nicht nur die neue Stelle an der Pleasantville Cottage School, sondern führte auch privat zu einer Veränderung in seinem Privatleben: Im September 1942 heiratete er Irmgard (Irmi) Goeritz, geborene Frank.

#### Herkunft und Ausbildung
Irmi Selver (* 24. August 1906 in Chemnitz – 19. Januar 2004 in New York) stammte aus einer gutbürgerlichen jüdischen Familie aus Chemnitz, der mehrere Textilunternehmen in der Region gehörten. Sie war das siebte Kind der Familie, das Nesthäkchen. Sie besuchte eine öffentliche Schule in Chemnitz und erhielt zusätzlich Religions- und Hebräischunterricht in der Jüdischen Schule. Nach dem Ersten Weltkrieg, in dem ein Bruder von ihr gefallen war, hatte Irmi 1922 das Ende der Schulzeit erreicht. Ihre Eltern schickten sie daraufhin im Frühjahr 1923 für 20 Monate in ein Pensionat nach Lausanne. Sie lernte dort Französisch, studierte Kunstgeschichte an der Universität, erhielt eine erstklassige musikalische Ausbildung und konnte im Sommer 1924 auch noch das Allalinhorn in den Walliser Alpen besteigen.

#### Die Ehe mit Karl Goeritz
Zu dieser Zeit bestand bereits eine Beziehung zwischen ihr und Karl Goeritz (* 1. Februar 1900 bis 18. November 1939), die von Lausanne aus telefonisch gepflegt wurde. Zurück in Chemnitz intensivierte sich diese Beziehung, und im August 1926 erfolgte zunächst die Verlobung, dann im Dezember die Vermählung. Ihre gemeinsamen Interessen beschreibt sie so: „Obwohl er ein Unternehmer war (er und sein Bruder fertigten unter dem Label “VENUS” eine Luxuslinie aus Damenunterwäsche, Blusen und Badeanzügen), lag Karls Leidenschaft in der Kunst. Wir begannen eine Sammlung der deutschen expressionistischen Malerei, von Kunsthandwerk aus Wiener und deutschen Werkstätten und beherbergten diese Sammlung in unserem neuen Zuhause in Chemnitz. Wir waren politisch und finanziell in der zionistischen Bewegung aktiv, um eine jüdische Heimat in Palästina zu fördern, und Karl war besonders hilfreich beim Aufbau eines Sinfonieorchesters, aus dem später die Israelische Philharmonie hervorging.“

1932 wurde das erste Kind des Ehepaars Goeritz geboren. Nach der Machtergreifung der Nationalsozialisten 1933 verzögerte nur die Rücksicht auf Irmis alte Eltern eine sofortige Auswanderung. Als die Eltern 1936 kurz hintereinander starben, stellte sich die Frage nach einem möglichen Auswanderungsland. Die USA schieden aus, da deren Quotenregelung für Deutsche auf absehbare Zeit keine Chancen auf ein Visum bot, so dass schließlich eine Übersiedelung nach Aerdenhout in Nordholland erfolgte. Bevor Karl und Irmi Goeritz im Herbst 1937 dorthin aufbrachen, besuchten sie zum Abschied ein befreundetes Ehepaar in Berlin. Dieser Besuch hätte beinahe zu einer ersten Begegnung mit Heinrich Selver geführt:

„Während wir ein Paar besuchten, hörten wir, dass ihre Kinder in einer Privatschule eingeschrieben waren, der Privaten Waldschule Kaliski, die so organisiert war, dass jüdische Kinder, denen es nicht mehr erlaubt war, deutsche Schulen zu besuchen, ihre Ausbildung bei jüdischen Lehrern fortsetzen konnten, die ihrerseits nicht mehr an deutschen Schulen unterrichten durften. Der Direktor dieser Schule war Heinrich Selver, ein Name, bei dem es bei mir klingelte. Es gab zwei Selver-Schwestern in meiner hebräischen Klasse in Chemnitz. Und klar, als ich fragte, woher dieser Direktor komme, war die Antwort Chemnitz. In einem Ausbruch von Chemnitz-Stolz versuchten Karl und ich, die Schule am nächsten Tag zu finden, damit wir dem Leiter dieser einzigartigen Einrichtung unseren Respekt erweisen konnten; aber wir konnten die Straße nicht finden, wo sie war, und wir mussten Berlin verlassen, ohne Heinrich Selver zu treffen.“

Seit November 1937 lebte die Familie Goeritz in Aerdenhout und fühlte sich dort sehr wohl. im Februar 1938 kam dort ihr zweites Kind, eine Tochter, zur Welt. Nach den Novemberpogromen 1938 begann die Suche nach einem nicht-europäischen Auswanderungsland, und letztlich fiel die Wahl auf Chile.

Am Abend des 17. November 1939 schiffte sich das Ehepaar Goeritz zusammen mit seinen Kindern in Rotterdam auf der Simon Bolivar ein. Das Schiff lief um Mitternacht aus, um den damals bereits stark verminten Ärmelkanal zu durchqueren.

„Am 18. November um 12 Uhr gab es eine gewaltige Explosion, der mittelbar eine zweite folgte. Als das Boot schnell sank, wurde ich von einer riesigen Welle zum einzigen Teil des Decks getragen, der noch über Wasser blieb. Obwohl ich mit Öl bedeckt war, schaffte ich es bis zu dem einen Rettungsboot, das freigekommen war. Als wir von einem englischen Minensucher gefunden wurden, wurden wir mit Hilfe eines Seils an Bord gebracht. Das nächste, was ich wahrnahm, war, dass ich mich fröstelnd zusammen meiner Nichte Ilse in einem der Maschinenräume des Minensuchers befand. Langsam begriff ich, was passiert war. Ich hatte meinen Ehemann verloren, meinen Sohn und meine Tochter. Dreizehn Jahre Glück waren in wenigen Minuten ausgelöscht worden.“

#### Exil in England
Zusammen mit den anderen Geretteten wurde Irmi Goeritz nach Harwich gebracht, und von dort aus anschließend in ein Hotel in London. Freunde nahmen sie dann in ihrem Haus auf. Hier lernte sie den Witwer Walter Elkan und dessen beide Söhne kennen. Es kam bald zu einer engeren Beziehung der beiden, die Irmi die Perspektive auf eine neue Familie und eine gemeinsame Emigration in die USA bot.
Zunächst aber wurde Walter Elkan als feindlicher Ausländer interniert. Für die Heirat durfte er das Lager in Begleitung eines Offiziers kurz verlassen, und Irmi kümmerte sich anschließend um die Vorbereitungen zur Emigration. Der Plan sah vor, dass Walter und seine Söhne aufgrund der früher schon beantragten Einreisepapiere zuerst in die USA reisen sollten. Nach sechs Monaten Aufenthalt dort hätte er dann seine Ehefrau mit einem Non-Quota Visum nachkommen lassen können. Im September 1940 verließen die drei England.
Irmi nutzte die Zeit, um sich in London an einer Schule für rhythmische Gymnastik einzuschreiben und startete eine Ausbildung zur Masseurin. Als dann auch ihre Einreisepapiere vorlagen, ergatterte sie eine Passage auf einem Bananenfrachter, der Früchte nach England transportierte und auf der Rückreise Passagiere mitnahm. Dieses Schiff brachte sie nach Halifax, von wo aus sie mit einem Zug weiterreiste. Am 20. März 1940 legte sie einen Zwischenstopp bei Freunden in Montreal ein, und am darauffolgenden Tag wurde sie von Walter und dessen Söhnen in New York in Empfang genommen.

#### Die Begegnung mit Henry Selver
Irmi war beeindruckt von der Warenfülle, die es in New York, anders als in England, zu sehen und zu kaufen gab. „Wussten die Leute, was los war? Wussten sie von der Verwüstung dort? Von den Entbehrungen eines großen Teils der Bevölkerung? Ich konnte nicht anders, als mich zu wundern.“

Auch die Zukunftspläne gestalteten sich nicht zu ihrer vollen Zufriedenheit. Walter Elkan hatte beschlossen, seine Söhne auf ein Internat zu schicken und selber Hühnerfarmer zu werden. Um sich die dafür benötigten Kenntnisse anzueignen, hospitierten sie auf einer Farm in New Jersey. Doch Irmi hatte schnell genug davon und ging zurück nach New York. Sie eröffnete einen Kunsthandwerksladen, der nicht besonders gut lief, aber sie konnte die Zeit auch dafür nutzen, sich erfolgreich auf das Examen für eine Massage-Lizenz vorzubereiten.

„Während dieser Zeit habe ich mich auch freiwillig als Helferin einer deutsch-jüdischen Fundraisingorganisation gemeldet. Der Zweck dieser Organisation war es, genug Geld zum Kauf eines Kampfflugzeuges zu sammeln und es der Regierung der Vereinigten Staaten als Geste der Dankbarkeit deutsch-jüdischer Einwanderer zu überreichen. Ich wurde für diesen Job vom Leiter der Fundraising-Aktion, einem äußerst attraktiven vierzigjährigen Mann, der sich als Henry Selver vorstellte, interviewt. Ich erkannte den Namen sofort wieder als den des Direktors der Privatschule, nach der Karl und ich eines Morgens in Berlin erfolglos gesucht hatten; jetzt, fünf Jahre später und nach großen Veränderungen in meinem Leben, begegnete ich ihm endlich. Wir spürten sofort eine gegenseitige Anziehung und unsere Wege verliefen von diesem Tag an gemeinsam.“

Walter Elkan und Irmi trennten sich einvernehmlich und ließen sich im Sommer 1942 im Scheidungsparadies Reno (Nevada) scheiden. Im September 1942 erfolgte in New York die Eheschließung mit Henry Selver. Aus dieser Ehe stammen die beiden Töchter Irene und Veronica.

### Berufliche und ehrenamtliche Aktivitäten in den USA

#### Im Dienste der Einwanderer und deren Integration
Henry Selver entfaltete neben seiner Tätigkeit an der Pleasantville Cottage School eine umfangreiche ehrenamtliche Tätigkeit in Einwandererorganisationen, die sich ab 1941 anhand von Artikeln im Aufbau gut nachverfolgen lässt. Erstmals erwähnt wurde er am 14. März 1941 in einer Ankündigung für einen Vortrag am Folgetag vor der Youth Group of the N.W.C. Der N.W.C., der in den 1920er Jahren gegründete New World Club, war eine eher intellektuell geprägte New Yorker deutsch-jüdische Vereinigung, die unter anderem auch den Aufbau herausgab, und vor deren Jugendclub Henry Selver als Vertreter der Immigrants' Conference einen Vortrag über die Vorbereitungen für eine Conference on Immigration Youth halten sollte. Ausdrücklich vermerkt ist: „No amusement.“
Viele von Selvers weiteren Aktivitäten standen im Zusammenhang mit der Immigrants' Conference. Über diese kurz zuvor noch mit dem Namenszusatz „1939“ gegründete Dachorganisation verschiedenster Einzelorganisationen und Clubs, die als Selbsthilfeorganisationen der Einwanderer, vor allem der ab 1938 in die USA eingewanderten politischen Emigranten, entstanden waren, berichtete der Aufbau in seiner Ausgabe vom 1. November 1939: „Die Notwendigkeit, diese Organisationen zur Koordination ihrer Arbeit und zur Repräsentation ihrer Interessen zusammen zu schliessen, hat die Immigrants‘ Conference 1939 ins Leben gerufen, die in Zusammenarbeit mit den amerikanischen Hilfsorganisationen eine grössere Anzahl neuer Pläne und Projekte in ihr Programm aufgenommen hat. Eine schnellere und sinnvollere Amerikanisierung der Neuankommenden, die Abwicklung der Berufsberatung und Vermittlung, der Ausbildung und Umschichtung, die Schaffung von Unterstützungsfonds, Kranken- und Spitalversicherungen, eine gemeinnützige Rechts- und Wirtschaftsberatung, Kreditvermittlung, Zusammenfassung der Emigranten zu gemeinsamer Siedlung usw. sind nur einige Punkte aus der grossen Zahl der notwendigen und drängenden Probleme im Kreise der Immigranten.“ Zum Zeitpunkt der Gründung gehörten der Konferenz etwa 25 Organisationen an, wobei vorgesehen war, die Arbeit nicht nur auf Emigranten aus Deutschland, sondern aus allen europäischen Ländern auszurichten. Der erste Vorsitzende war Wilfred C. Hulse, dessen Nachfolger Henry Selver später wurde.
Analog zur Immigrants' Conference war Selver 1941 an der Bildung eines Jugend-Dachverbandes beteiligt. Als Vertreter eines Vorbereitungskomitees rief er die unterschiedlichsten Immigranten-Jugendgruppen für den 16. Oktober 1941 zur Gründung eines Council of Immigrant Youth (CIY) auf, worauf der Aufbau am 10. Oktober 1941 aufmerksam machte. Wenig später wird er als Vertreter des CIY im „Executive Board“ der Immigrants' Conference vorgestellt.
Mit dem Eintritt der Vereinigten Staaten in den Zweiten Weltkrieg am 8. Dezember 1941 waren die aus Europa stammenden Einwanderer gezwungen, sich verstärkt mit ihrem Status innerhalb der US-amerikanischen Gesellschaft auseinanderzusetzen.
Im Aufbau vom 12. Dezember 1941 erschien ein mehrseitiger Artikel, der sich unter dem Hauptthema „Immigrants and National Defense“ mit der Situation und dem Status der Immigranten in einer nun auch innenpolitisch veränderten Lage befasst. Dem folgt am 16. Januar 1942 unter der Überschrift „Einheitsfront aller 'Axis'-feindlichen Immigranten“ eine ausführliche Darstellung der Arbeit der Immigrants' Conference, die es sich zur Aufgabe gemacht habe, „eine Einheitsfront all derer zu schaffen, die als Opfer des europäischen Faschismus Aufnahme in den Vereinigten Staaten gefunden haben“. Im Rahmen des Aktions-Programms wird Henry Selver als Verantwortlicher für zwei Arbeitsgebiete genannt: für den „Social Service for Soldiers and Selectees (USO, Jewish Welfare Board)“ und als Repräsentant des „advisory Boards“ (Beirats) der „Youth in Defense“.
In den USA war 1942 die Victory Book Campaign angelaufen, durch die im ganzen Land durch private Bücherspenden 10 Millionen Bücher gesammelt werden sollten. Sie waren gedacht für Soldaten und Matrosen in Lagern, für Verwundete in Hospitälern und Heimen, für Gefangene in der Fremde sowie für Arbeiter und Lernende in den großen Industriezentren. Im Namen der Immigrants' Conferenc ruft Henry Selver zusammen mit Gustave von Grunebaum zur Unterstützung der Kampagne auf und verweist auf die von der Conference eingerichteten New Yorker Sammelstellen. Der am 6. März 1942 im Aufbau veröffentlichte Appell endete mit den Worten: „Keiner zögere zu geben, weil er sich nur von einem oder zwei Büchern trennen kann. Da wir zusammen geben, wird aus vielen kleinen Spenden ein grosser Beitrag werden. Die Aktion startet sofort. Warte nicht, gib sogleich und veranlasse Deine Freunde und Bekannten das Gleiche zu tun!“
In einem von Henry Selver mitunterzeichneten Protest des „Council for Aliens From Enemy Countries“, der am 27. März 1942 im Aufbau veröffentlicht wurde, wird die Entscheidung einiger lokaler New Yorker Rotkreuz-Ortsverbände verurteilt, Flüchtlinge „nach der sogenannten 'aliens of enemy nationality' ohne Rücksicht auf ihren Status als Refugees von allen Aktivitäten (als Lehrer und Schüler beim Unterricht in First Aid und über Kriegsernährung, Blutspenden usw.)“ auszuschließen. Die Unterzeichner fordern den Rückzug dieser Maßnahme.
Zudem veröffentlichte der Aufbau am 10. April 1942 auf Seite 1 unter der Überschrift „Calling All Immigrants“ einen englischen und deutschen Aufruf mit dem Titel „Amerikas Feinde sind unsere Feinde!“. Mit dem Slogan „Wir waren die ersten Opfer Hitlers!“ wandte er sich an die Enemy Aliens, von denen „wir wissen, und Amerika weiss, dass wir nicht 'Feinde', sondern loyale Mitstreiter sind“. Weil die Immigranten wissen, dass der Kampf für die Freiheit auch ihr Kampf sei, werden sie aufgefordert, „die Mittel für ein Kampfflugzeug aufzubringen, das der amerikanischen Regierung übergeben werden soll. Als Ausdruck unserer Ergebenheit wird es als Namen tragen: ‚Loyalty'“. In dem Aufruf werden bereits einige Sponsoren benannt, und es wird auf das für diese Aufgabe gegründete Loyalty Committee hingewiesen, dessen Executive Committee Henry Selver als Chairman Organizizing Committee angehörte. Wie oben schon erwähnt, war diese Kampagne auch für ihn privat sehr bedeutsam: Er lernte durch sie seine zweite Ehefrau Irmi kennen, die er im September 1942 heiratete.
Wie der Aufbau am 8. März 1943 berichtete, wurde Henry Selver zum Vorsitzenden des Executive Committee der Immigrants’ Conference berufen. In einem weiteren Beitrag auf der gleichen Seite wird berichtet, er sei zum „Acting Chairman der Immigrnts’ Conference“ gewählt worden. Nach einem Verweis auf seine frühere Berliner Tätigkeit heißt es dann: „In den Vereinigten Staaten ist er dann auf dem Gebiet der Kinderfürsorge tätig gewesen. Seine gesamte freie Zeit widmete er den Interessen der Immigration; u. a. organisierte er die Refugee-Jugend im Council for Immigrants Youth, war Campaign Manager der 'Loyalty Action' und bringt seine Erfahrungen auf dem Gebiete der kulturellen Einreihung der seit 1933 Eingewanderten als wichtigen Besitz in sein neues Amt mit.“
Die Loyalty-Aktion führt nach nur einem Jahr zu einem großen Erfolg. Am 19. März 1943 lautete der Aufbau-Aufmacher auf Seite 1: „Der grosse Tag der Immigration: 'Loyalty' steigt auf.“ Ein P-40 Kampfflugzeug konnte aus Spenden finanziert und in Dienst gestellt werden. Der Artikel endet mit einem Aufruf: „Immigranten – drüben Verfolgte, hier Gerettete – wir erwarten Euch am Sonntag, 21, März, 11 Uhr, auf dem LaGuardia Flugfeld.“ Über dieses Fest berichtete der Aufbau dann am 26. März 1943 auf mehreren Seiten. Das Flugzeug, das von Elisabeth Bergner getauft worden war, trug vorne am Bug die Aufschrift „LOYALTY GIFT OF RECENT EMIGRES FROM NAZI-FASCIST OPPRESSION“. Henry Selver hielt bei der Veranstaltung das Schlusswort: „Wenn ich versuche, die Essenz der Erfahrungen auszudrücken, die dieser Tag symbolisch bedeutet und für den wir euch allen so tief dankbar sind, dann ist es das: Als Einzelpersonen bauen wir eine neue menschliche Gemeinschaft in dieser großen Nation auf; als Gruppe kann uns brutale Gewalt nicht ausrotten oder lähmen, wir sind frei, unseren Platz in den Reihen der amerikanischen Bürger im Kampf für die Befreiung der Welt einzunehmen; wir sind frei zu dienen, zu dienen diesem einen großen Ziel, das in all unseren Köpfen und Herzen an erster Stelle steht: Sieg für die Vereinigten Staaten und die Vereinten Nationen!“
Über den offiziellen Abschluss der Kampagne berichtete der Aufbau dann am 26. November 1943. US-Vizepräsident Henry Wallace empfing in Washington eine Delegation, der auch Henry Selver angehörte. Sie übergab eine von mehr als 16.000 Teilnehmern unterzeichnete Declaration of Loyalty, in der noch einmal die Unterstützung Amerikas durch die Immigranten bekräftigt wurde, die ihren Ausdruck in der Finanzierung eines Kampfflugzeuges gefunden hatte. Das „patriotische Bekenntnis deutscher Emigranten“ zu den USA hatte damit seinen Höhepunkt erreicht.
In der Zwischenzeit war bereits eine weitere Kampagne angelaufen. Am 2. Juli 1943 war der Aufruf „Immigrant, Amerika braucht Dich“ im Aufbau erschienen. Durch ihn sollten die Immigranten zur stärkeren Unterstützung der USA im Krieg aufrufen werden. Dazu schlossen sich verschiedene Organisationen und Personen im Immigrants’ Victory Council mit dem Ziel der „Zentralisierung des War Effort der Immigration, insbesondere im Bereich der Civilian Defense“ zusammen. Die Immigranten wurden aufgefordert, sich als freiwillige Helfer zu melden und die „Einheitsfront der Immigration in dieser historischen Stunde auszubauen und zu kraftvollem Einsatz zu bringen“. Für die Immigrant’ Conference unterzeichneten Paul Tillich als Präsident und Henry Selver als „Acting Chairman“ den Aufruf. Diese Appelle an die Immigranten wurden in der Folgezeit im Aufbau mehrfach wiederholt und durch kleine Aktionsberichte illustriert. Sie erlangten eine neue Stufe der Dringlichkeit durch die unter dem Slogan „Für den Sieg einer besseren Welt“ gestartete Kampagne mehrerer Immigrantenorganisationen zur Zeichnung von Kriegsanleihen, worüber der Aufbau am 21. Januar 1944 berichtete. Henry Selver steuert einen Aufruf im Namen der Immigrants’ Conference bei, der mit dem Satz endete: „Es ist nicht Opfer, es ist Klugheit für den Immigranten Amerikas 4. Kriegsanleihe zu zeichnen.“
Nach Kriegsende beteiligte sich Henry Selver an den Hilfsaktionen für die überlebenden Juden in Deutschland und Österreich. Unter dem Titel „Vergesst nicht der Toten – gedenkt der Lebenden“ rief der Aufbau am 26. Oktober 1945 für den 10. November zu einer Großkundgebung in New York auf, die an die Pogrome des 10. Novembers erinnern und zugleich Anstoß für eine „Hilfsaktion zur Linderung der Leiden der Überlebenden in Deutschland und Österreich“ werden sollte. Neben vielen Prominenten, die diesen Aufruf unterstützten, wird auch Henry Selver genannt, der sich bereit erklärt habe, am Aufbau eines Aktionskomitees für Hilfe in Europa mitzuwirken. Danach verlieren sich erst einmal Henry Selvers Spuren im Aufbau.

#### Von New York nach Chicago
Henry Selver hat offenbar all die Jahre als stellvertretender Direktor der Pleasantville Cottage School gearbeitet. bis er diese Aufgabe 1946 aufgab und nach Chicago ging, wo er Direktor eines jüdischen Waisenhauses wurde, des Marks Nathan Jewish Orphan Home. Dass er damit keine leichte Aufgabe übernommen hatte, wird aus dem folgenden Zitat deutlich. 

„Dr. Henry I. Selver kam 1946 ins Heim, nachdem er als Assistant Director der Pleasantville Cottage School der Jewish Child Care Association of New York tätig war. Er war eindeutig nicht das, woran die Kinder gewöhnt waren, und das war beabsichtigt. Das Heim, damals bekannt als Marks Nathan Hall, wurde vom Organisationskomitee des Jewish Children's Bureau unter der Leitung von Charles Herron betreut. Herr Herron war seit 1908 im Vorstand des Marks Nathan Jewish Orphan Home tätig. Das Organisationskomitee entschied 1946, dass Herr Feinstein nicht mehr der Heimleiter war, den das Heim brauchte. Nur hundert Kinder wurden im Marks Nathan betreut. Das Gebäude war verfallen, und die Belegschaft war geschrumpft. Zum Teil war das auf den Geldmangel und den Arbeitskräftemangel nach dem Zweiten Weltkrieg zurückzuführen. Samuel Feinstein verließ das Haus mit der Bilanz von 23 Jahren ehrlich geleisteter Arbeit. Traurig für ihn war, dass seine Prinzipien der Kindererziehung schon in seiner Zeit altmodisch geworden waren. Dr. Selver wurde eingestellt, um Herrn Feinstein zu ersetzen und eine Umwandlung von Marks Nathan Hall von einem Waisenhaus in ein neues System von Kleingruppenwohnungen herbeizuführen. Mehrere neue Angebote wurden geplant, um Kindern, die nicht angemessen bei Familien untergebracht werden konnten, eine individuellere Betreuung und Therapie zu ermöglichen.“

 Aus einigen Erzählungen ehemaliger Heimbewohner wird deutlich, wie sehr Selver auf die Kinder und Jugendlichen zuging und ihnen nicht als strafende Autorität gegenübertrat. Doch war seiner Arbeit keine lange Dauer beschieden. 1948 wurde das Heim geschlossen, was offenbar unmittelbar mit Henry Selvers Auftrag zusammenhing, wie Irmi Selver berichtete:

„Henry war verantwortlich für grundlegende Änderungen in der Struktur von Kinderheimen durch die Förderung der Auflösung von großen institutionellen Unterkünften in kleinere autonome Einheiten, in denen Kinder in einer wohnlicheren Atmosphäre leben könnten. Die Änderungen, die er einführte, wurden zu einem Modell für viele Kinderheime in den USA. Im September 1948 zogen die Kinder in Chicago weg von der Einzeleinrichtung, in der sie bisher untergebracht waren, hin in die speziell umgebauten kleineren Wohnungen, und mit diesem Übergang war die Zeit für uns zur Rückkehr nach New York gekommen.“

Vor der Schließung war Marks Nathan Hall Ort einer besonderen Wiedersehensfeier. Hier trafen sich im Juni 1947 ehemalige Lehrer und Schüler der PriWaKi. Gunther Siegmund Stent, der darüber berichtete, schien es, als hätte sich Selver in den zehn Jahren, die er ihn nicht gesehen hatte, kaum verändert. Acht Schüler aus den älteren Jahrgängen und zwei Mädchen aus den unteren Klassen nahmen an dem Treffen teil.

#### Tätigkeit in Newark
Nach der Schließung war Marks Nathan Hall übernahm Henry Selver im Januar 1949 eine neue Aufgabe in Newark, „wiederum als Leiter eines Heims für jüdische Kinder und Jugendliche“, wie Busemann schreibt. Mehr ist über diese Episode nicht bekannt, womit auch offen bleiben muss, ob es sich bei diesem Heim um das Hebrew Orphan Asylum gehandelt hat, das einzige jüdische Kinderheim in Newark, zu dem sich noch eine Spur finden ließ. In einem Aufbau-Artikel vom 24. Juni 1949 heißt es allerdings, Selver sei zuletzt Direktor der Jewish Child Care Association im Essex County (N. Y.). Ob er in dieser Funktion auch ein Heim geleitet hat, ist nicht bekannt.

## Jüdische Sozialarbeit in Europa
In dem zuvor schon zitierten Aufbau-Artikel vom 24. Juni 1949 wird die Ernennung des als „namhaften Pädagogen und Sozialarbeiters in Europa und den Vereinigten Staaten bekannten“ Henry Selver zum ersten Direktor der neuen Paul Baerwald School of Social Work bekanntgegeben.
Eine systematische Aufarbeitung der Arbeit dieser Schule und ihres Leiters scheint bis heute nicht vorzuliegen, obwohl im Archiv des Joint Distribution Committee (siehe Weblinks) umfangreiches Material zur Verfügung steht. Indessen steht in Wilfred C. Hulses Nachruf: „Dort hat er, draussen in Versailles, junge Juden (und Nichtjuden) aus ganz Europa, aus Israel und Nordafrika soziale Wohlfahrt gelehrt, Hilfe für Kinder und Erwachsene, Verständnis des Menschen in seinem Leid – aber nicht ‘Charity’, sondern wissenschaftlich fundierte Wege der Menschenhilfe. Von Versailles und Paris aus konnte er die sozialen Einrichtungen Israels, das Hilfswerk in Marokko und Tunis, in Frankreich und Belgien, in den Lagern für Refugees und ‘Displaced Persons’ des ganzen europäischen Kontinents beeinflussen – er konnte für den Wiederaufbau ‘seiner’ Juden Tag und Nacht ohne Unterlass arbeiten.“
Nach der Schließung der Schule wurde Henry Selver Leiter des „Social Welfare Departments“ des Joint Distribution Committee in Paris und setzte sich für die Fortführung der Schule in Israel ein. Deren Wiedereröffnung im November 1958 an der Hebräischen Universität in Jerusalem als The Paul Baerwald School of Social Work and Social Welfare hat er nicht mehr erleben können. Henry Selver, der in Versailles bereits zwei Herzinfarkte überstanden hatte, starb am 21. September 1957 in Paris. Irmi Selver schreibt, die Bibliothek der neuen Paul Baerwald School heißt zu Ehren ihres Mannes Henry Selver Library. Belege dafür lassen sich auf der Webseite der Schule nicht finden.
Irmi Selver kehrte nach dem Tod ihres Mannes in die USA zurück. Sie lebte in New York und ab 1959 im Sommer in einem Haus auf Cape Cod. Bei vielen Reisen, meist zusammen mit ihren Töchtern, besuchte sie auch wieder Berlin und noch vor dem Mauerfall ihre Geburtsstadt Chemnitz.

## Werke
- Die Auffassung des Bürgers im deutschen bürgerlichen Drama des 18. Jahrhunderts. Engelsdorf, Leipzig 1931, zugleich: Leipziger Philosophische Dissertation von 1930.
- Common sense allein genügt nicht. In: Jüdische Sozialarbeit. 1. Jg., 1956, Nr. 4, S. 3.